# Zwartbronzen zandbij
De zwartbronzen zandbij (Andrena nigroaenea) is een bij uit het geslacht van de zandbijen (Andrena).
De soort vliegt van eind maart tot en met halverwege juli, met een piek eind april voor de mannetjes en eind mei voor de vrouwtjes. De soort leeft in nesten die zij zelf graven in zand zonder begroeiing. De nesten kunnen vrij diep zijn, tot wel 1 meter.  
De vroege bloedbij, gewone wespbij, smalbandwespbij, donkere wespbij en de geelzwarte wespbij zijn bekend als nestparasieten voor de zwartbronzen zandbij.
De zwartbronzen zandbij komt voor in een groot deel van het Palearctisch gebied. In Nederland is hij algemeen.